# Валлія (король вестготів)
Валлія (близько 385 — 418) — король вестготів у 415—418. Заснував Вестготське королівство. За одним з варіантів його ім'я перекладається як «Володар».

## Життєпис
Походив з династії Балтів. Походження Валлії невідомо, можливо він був сином короля Атанаріха і братом Атаульфа і Аларіха I. За іншими відомостями його батька звали Модахарій.
Після загибелі короля Сігеріха, у середині вересня 415, з кількох претендентів на престол, Валлію було обрано новим королем. Вважається, що зведенням на престол він був зобов'язаний своєю антиримською позицією.
Спочатку політика Валлії була гостро ворожа щодо Західної Римської імперії. Вестготи, що підтримували його обрання, наполягали на війні проти римлян задля розширення меж своїх володінь. Валлія пройшов всю Іспанію до південних берегів. Він мав намір перевести вестготів далі, через Гібралтарську протоку, в Африку, з тією ж метою, яка була у Аларіха I в 410 році — дати своєму народу мирну країну для проживання. Він спорядив морський флот, але, потрапивши в серйозний шторм у Гібралтарській протоці, і, пам'ятаючи про корабельні аварії, що трапилися за часів Аларіха I, вирішив не спокушати долю, і повернувся в Іспанію наприкінці 415 року. Тоді, ймовірно, від основного племені вестготів відокремилися перші з тих груп, які потім пішли за вандалами до Африки.
Валлія опинився в скрутному становищі внаслідок нестачі життєвих припасів. У цей час проти нього виступив із значним військом римський військовик Констанцій. Імператор Гонорій побоювався, щоб Валлія не порушив союзу, колись укладеного з королем Атаульфом, і, поряд з цим він хотів звільнити свою сестру Галлу Плацидію. Під час перемовин Валлія погодився на договір з Гонорієм і вступив на римську службу.
Навесні 416 року король вестготів в обмін на 600 000 кентинаріїв (тобто близько 19 620 тонн) хліба, з пошаною повернув сестру імператора Галлу Плацидію, видав знатних заручників і обіцяв імператорові виставляти війська на боці Риму. Отриманого хліба вистачило на їжу 15—20 тис. вояків разом з їхніми родинами протягом року.
За наказом римського уряду Валлія впродовж 416—418 років успішно воював з вандалами, свевами, аланами, що втаборилися в Іспанії. Він розгромив у битві та знищив вандалів-силінгів у Бетіці, а короля силінгів Фрідубальда підступом захопив у полон і відіслав до імператора. Аланам було завдано нищівної поразки, їхнього короля Аддак було вбито. До 417 року змусив свевів відступити до Галеції (сучасна Галісія). Дочка Валії була одружена з представником королівського роду свевів і, ймовірно, це врятувало свевів від повного розгрому. Вандали-асдінги теж були помилувані при тому, що саме вони були вічними ворогами вестготів.
Констанцій дав Валлії закінчити літній похід 418 року в Іспанії, а потім, мабуть, побоюючись надмірного посилення готовий, відкликав готів назад у Галлію. На знак визнання заслуг, імператор відвів готським федератам долину Гаронни від Толози (сучасна Тулуза) до Бордігали (сучасне Бордо) і, крім того, виділив атлантичне узбережжя від Ланд і передгір'їв Піренеїв на півдні до самої Луари на півночі. Область розселення вестготів тепер охоплювала міські округи всій провінції Нижня Аквітанія, а також деякі міські округи сусідніх провінцій — Новенпопулани і Нарбонської Галлії I, куди входила, насамперед, Толоза. Зате від Середземного моря готи виявилися відрізані. Тут Валлія у 418 році заснував вестготське королівство, яке отримало, по головному місту Тулузі, назву «Тулузького». Чисельність вестготів при розселенні в Галлії оцінюється приблизно в 100 000 осіб.
Вибір місця для розселення вестготів був не випадковий. Загроза, що змусила Констанція поселити вестготів на південь від Луари, виходила від багаудів Арморики, які заснували власну незалежну державу. Невдовзі після укладання угоди, наприкінці 418 року Валлія помер від невідомої хвороби. Політика короля вестготів наприкінці його правління свідчила про те, що він буде надійним федератом римлян, тому смерть його була для Констанція ударом.

## Характер
Йордан характеризує Валлію як людину дуже сувору і розсудливу.

## Родина
- Флавія Валіана, дружина Теодоріка I
- донька, дружина Рехіла, короля свевів, від цього шлюбу народився Ріцімер